# Кошель, Сергей Викторович
Серге́й Ви́кторович Ко́шель (бел. Сяргей Віктаравіч Кошаль; 14 марта 1986, Бобруйск) — белорусский футболист, нападающий.

## Биография
Воспитанник минского «Динамо», в возрасте 16 лет Сергей Кошель начал выступать за клуб РУОР. В декабре 2003 года его пригласили на просмотр в московский «Локомотив». В сезоне 2004 года, выступая за клуб «Динамо-Юни», Сергей Кошель дебютировал в Первой лиге Беларуси.
В 2005 году Сергей Кошель играл в минской «Смене», а в начале 2006 года перешёл в клуб МТЗ-РИПО. Но проведя всего лишь один матч в основном составе МТЗ-РИПО, в августе 2006 года Сергей Кошель перебрался в Латвию, где присоединился к резекненским «Дижванагам».
В 2007 году Сергей Кошель вернулся в МТЗ-РИПО, но вскоре был отдан в аренду до конца сезона бобруйскому клубу «Белшина». А в феврале 2008 года Сергея Кошеля вновь отправили в аренду на весь сезон, на этот раз в «Минск», где он сумел полностью проявить себя.
В начале 2009 года «Минск» выкупил Сергея Кошеля у МТЗ-РИПО.
Первую половину сезона 2010 года Сергей Кошель провёл в «Минске», а вторую — в «Руденске» на правах аренды. В начале 2011 года Сергей Кошель побывал на просмотре в минском «Партизане», но в итоге не сумел закрепиться в команде.
В 2012 году вернулся в «Минск». Первую половину сезона провёл в фарм-клубе команды, а позднее присоединился к основному составу. С начала сезона 2013 выступал за «Минск-2». По окончании сезона 2014 клуб был расформирован, и Сергей покинул столичную команду.
В феврале 2015 года подписал контракт с клубом «Крумкачы», став первым профессиональным игроком этой команды. В сезоне 2015 с 17 голами стал лучшим бомбардиром клуба. В сезоне 2016 уступил место основного нападающего Вячеславу Глебу и в июле, покинув «Крумкачы», подписал контракт с мозырьской «Славией». За основной состав клуба провёл только два матча и уже в сентябре по соглашению сторон покинул команду.
В феврале 2017 года находился на просмотре в минском «Луче», однако в первой половине 2017 года оставался без команды. В августе стал игроком «Молодечно-ДЮСШ-4». За половину сезона забил 10 голов и стал лучшим бомбардиром команды.
В начале 2018 года находился на просмотре в клубах «Ошмяны-БГУФК» и «Чисть», однако в апреле присоединился к «Крумкачам». В марте 2019 года продлил контракт с клубом. В сезоне 2019 чередовал выходы в стартовом составе и на замену.
В феврале 2020 года покинул «Крумкачы» и вскоре стал игроком клуба «Слоним-2017». Чередовал выходы в стартовом составе и на замену. В июле 2020 года разорвал контракт со «Слонимом-2017» и перешёл в рогачёвский «Днепр», где играл до конца сезона 2020.
В начале 2021 года вновь присоединился к «Молодечно», где играл до конца сезона.

### В сборной
В мае 2009 года был впервые вызван сборную Беларуси. В сборной Сергей Кошель дебютировал 9 июня в товарищеском матче со сборной Молдовы, позднее он снова получил вызов в сборную.

## Достижения
- Обладатель Кубка Беларуси: 2013